# Віолета Стреметурару
Віолета Стреметурару (рум. Violeta Strămăturaru; 5 травня 1988, м. Сіная, Румунія) — румунська саночниця, яка виступає в санному спорті на професіональному рівні з 2007 року. 2010 року дебютувала у національній команді як учасник зимових Олімпійських ігор, але через травму, отриману на передолімпійському тренуванні, не змогла продовжити змагання.